# Mês do Orgulho LGBTQIA

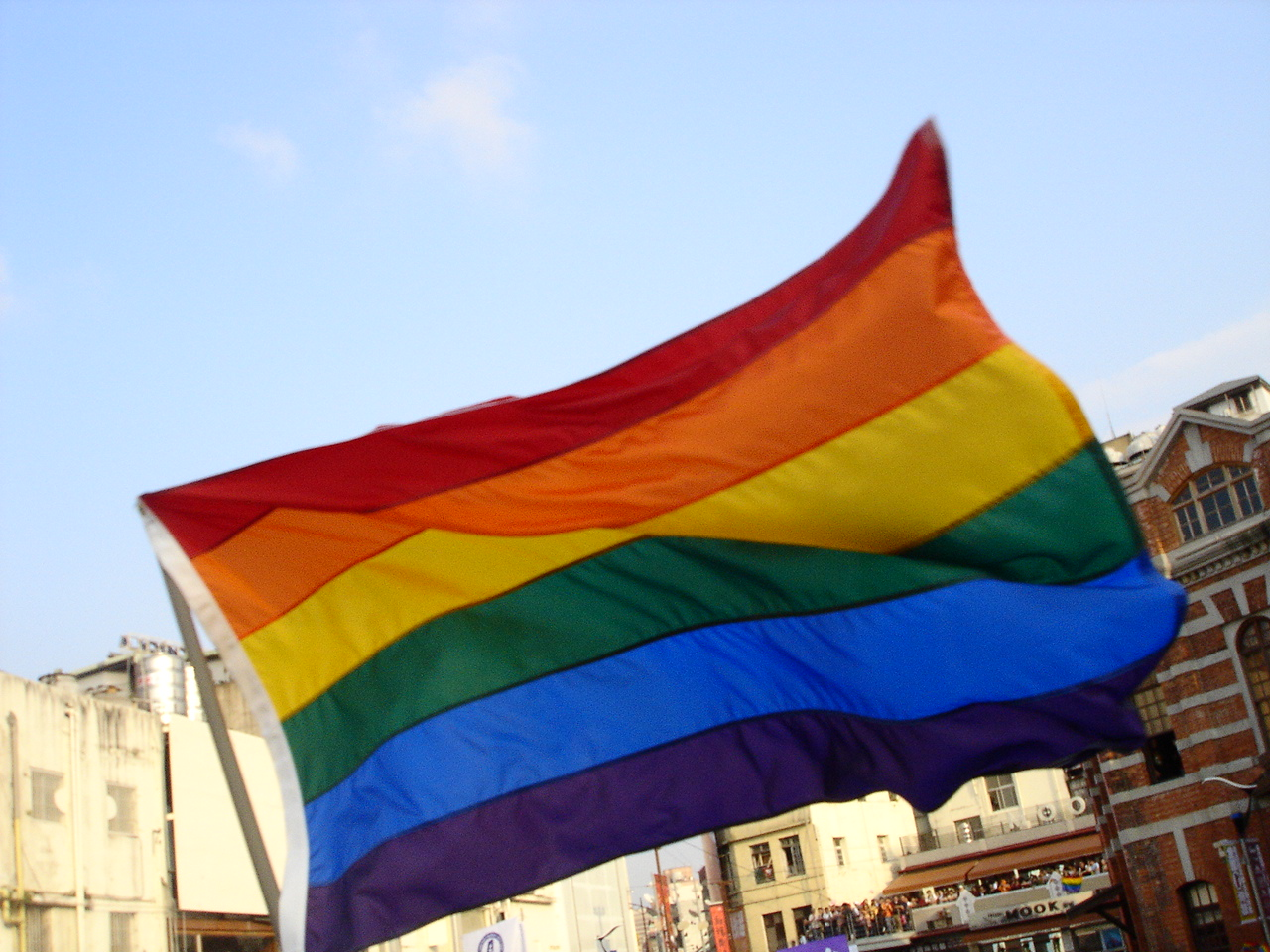
A bandeira do arco-íris do movimento LGBT

O Mês do Orgulho (em inglês:  Pride Month) é um mês temático em que atenção especial é dada às emancipação e aceitação de gays, lésbicas, bissexuais, transexuais, travestis, pessoas transgênero, queer, ou questionantes, intersexo ou agênero e assexuais ou arromânticos (LGBTQIA).
O termo está se tornando cada vez mais conhecido em outros países, em parte porque, desde 2012, o mecanismo de busca Google exibe uma decoração com as cores do arco-íris que muda anualmente para pesquisas relacionadas a LGBT durante o Mês do Orgulho LGBT de junho.

## Estados Unidos
Nos Estados Unidos, junho é o mês do orgulho LGBTIA+, dada a rebelião de Stonewall que ocorreu em Nova York no final de junho de 1969, o que foi um grande impulso para os movimentos civis e a libertação LGBT+. Marchas e Paradas LGBTQ+ acontecem em muitas cidades americanas desde 1970, que foram seguidas em muitos países ocidentais, embora nem sempre no final de junho.
Desde 1999, os presidentes democratas Clinton, Obama e Biden declararam oficialmente o mês do orgulho em junho. O presidente republicano Trump fez isso em 2019 via Twitter. Durante este mês, inúmeras organizações, instituições e empresas americanas estão atentas aos temas LGBT, inclusive por meio de campanhas públicas e de marketing. No entanto, isso também pode envolver queerbaiting, pinkwashing e capitalismo arco-íris.